# Балка (DC Comics)
Балка— суперзлодей комиксов издательства DC Comics. Был участником нового состава группы врагов Флэша (Уолли Уэст), Негодяев.  Впервые появился в Flash: Iron Heights (2001), он был создан Джеффом Джонсом и Итаном Ван Скивером.
Балка дебютировал в экранизациях в 2014 году, появившись в первом сезоне сериала «Флэш», его роль исполнил Грег Финли.

## Вымышленная биография
Тони Вудвард работал на сталеплавильном заводе, где поднял бунт, напав на сотрудницу. Во время бунта разозлённые коллеги уронили его в чан, в котором располагалась смесь расплавленной стали и металлических отходов от экспериментов Лаборатории СТАР. В результате его тело преобразовалось в живое железо, он приобрёл сверхчеловеческие силу и выносливость, а его единственной слабостью стала ржавчина. Взяв имя «Балка», он в конечном счёте попадает в Айрон Хайтс, где ожидает суда по обвинению в серии грабежей.
Сбежав из Айрон-Хайтс, он объединился с Блэксмит и её новым составом Негодяев, чтобы захватить Кистоун-Сити и Централ-Сити. Другая участница группы, Маджента использовала свои силы, чтобы защитить Балку от ржавчины, а Балка стал к ней приставать. После очередного приставания Маджента разорвала Балку пополам. Его тело было сварено обратно, и злодея вернули в Айрон-Хайтс.
Во время «Бесконечного кризиса» Балка был членом Тайного общества суперзлодеев, возглавляемого Александром Лютором-младшим (который выдавал себя за Лекса Лютора).
В сюжетной арке «One Year Later» Балка сражался с Юными Титанами, но потерпел поражение. Позже он появился в серии комиксов «Спасительное Бегство».
В мини-серии «DC Special: Cyborg» Балка присоединился к Отряду мести Киборгу.
Был одним из злодеев, участвовавших в засаде во главе с Тейпворм на Общество Справедливости Америки.
Пока Балка находился под стражей в тюрьме Айрон-Хайтс, Капитан Бумеранг освобождает его, чтобы отвлечь охранников и пробраться внутрь для встречи с Профессором Зумом.
В 2011 году серия «The New 52» перезагрузила вселенную DC. Балка был среди заключённых тюрьмы Айрон-Хайтс, освободившихся из своих камер во время визита туда Айрис Уэст.
В 2016 году DC Comics осуществили очередное переиздание своих комиксов под названием «DC Rebirth», восстановив преемственность комикса в том виде, в котором она была до «The New 52». Балка был среди злодеев, приглашённых Эобардом Тоуном в Легион Зума.

## Силы и способности
Балка обладает сверхчеловеческой силой и выносливостью. Его тело сделано из практически неразрушимой стали, обеспечивающей высокую степень защиты от физических и энергетических атак.

## Вне комиксов

### Телевидение
- Тони Вудворд появляется в сериале «Флэш», роль которого исполняет Грег Финли.[7] Этот персонаж в детстве издевался над Барри Алленом и Айрис Уэст. Позже стал метачеловеком со способностью превращать свою кожу в сталь после падения в чан с расплавленной сталью при взрыве ускорителя частиц в лаборатории S.T.A.R. Labs. В эпизоде «Рождение Флэша» Вудворд похищает Айрис, чтобы заставить её написать о его битве с Флэшем. Флэш побеждает злодея сверхзвуковым ударом. В эпизоде «Отключение питания» Вудворд освобождается, чтобы сразиться с Фаруком Джебраном / Блэкаутом, пока Аллен временно лишён сил, но погибает. В эпизодах «Разрыв» и «Сбежавший динозавр» команда Флэша непреднамеренно превращает Вудворда в оживший труп, а затем Флэш снова побеждает его.

### Кино
- Балка появляется в эпизодической роли без слов в мультфильме Супермен/Бэтмен: Враги общества.

## Специальные комиксы
- В Justice League Unlimited #16, являющегося комиксом-дополнением к мультсериалу «Лига справедливости», сбегает из тюрьмы Айрон-Хайтс, чтобы навестить семью на Рождество, но сталкивается с Атомным Крушителем. В конце концов, узнав, почему Балка сбежал, Атомный Крушитель организует визит его семьи в тюрьму.
- Балка появляется официальном комиксе к фильму «Флэш», The Flash: The Fastest Man Alive #1.[8]

## Внешние ссылки
- Hyperborea article on Girder
- Crimson Lightning Архивировано 29 марта 2021 года. Онлайн-индекс комиксов о приключениях Флэша